# Lamprospilus canacha
Lamprospilus canacha is een vlinder uit de familie van de Lycaenidae. De wetenschappelijke naam van de soort werd als Thecla canacha in 1877 gepubliceerd door William Chapman Hewitson.

## Synoniemen
- Ziegleria compendina Johnson, 1993